# 마쓰다이라 다다사다 (초대)
마쓰다이라 다다사다(松平忠定)는 센고쿠 시대의 무장이다. 후코즈 마쓰다이라가의 시조로서 고이 마쓰다이라가의 초대 당주 마쓰다이라 다다카게의 차남으로 태어났다.
부인은 이와즈 마쓰다이라가(岩津松平家)의 시조 마쓰다이라 지카나가(松平親長)의 딸이다. 자식은 장남 요시카게(好景) 등이 있다.
| 전임 (마쓰다이라 다다카게) | 제1대 후코즈 마쓰다이라가 당주 | 후임 마쓰다이라 요시카게 |